# Erica Wilson
Erica Wilson est une joueuse de volley-ball américaine née le 26 mai 1991 à Akron (Ohio). Elle mesure 1,83 m et joue au poste d'attaquante.

## Clubs
| Club                     | De        | À         |
| ------------------------ | --------- | --------- |
| Arizona State University | 2009-2010 | 2011-2012 |
| Köpenicker SC            | 2014-2015 | 2014-2015 |
| Volley Köniz             | 2015-2016 | 2015-2016 |
| USC Münster              | 2016-2017 | …         |